# La folle impresa del dottor Schaefer
La folle impresa del dottor Schaefer (The President's Analyst) è un film del 1967 diretto da Theodore J. Flicker.
È un film commedia statunitense con elementi di fantaspionaggio con James Coburn, Godfrey Cambridge, Pat Harrington Jr., Barry McGuire e Joan Darling. È una satira sui problemi di violazione della privacy per quanto riguarda l'intrusione nei sistemi di comunicazione e nella vita privata dei cittadini portata avanti dal governo degli Stati Uniti.

## Produzione
Il film, diretto e sceneggiato di Theodore J. Flicker, fu prodotto da Stanley Rubin per la Paramount Pictures tramite la Panpiper Productions e girato a Washington, a New York e nei Paramount Studios a Los Angeles. Il titolo di lavorazione fu T. P. A. (The President's Analyst).

## Distribuzione
Il film fu distribuito con il titolo The President's Analyst negli Stati Uniti dal 21 dicembre 1967 al cinema dalla Paramount Pictures.
Altre distribuzioni:
- in Finlandia il 10 maggio 1968 (C.E.A:n takaa-ajama)
- in Germania Ovest il 31 maggio 1968 (Jagt Dr. Sheefer)
- in Svezia il 9 dicembre 1968
- in Danimarca il 11 aprile 1969 (Hjælp, jeg bli'r forfulgt)
- in Brasile (A Louca Missão do Dr. Schaefer)
- in Ungheria (Az elnök agyturkásza)
- in Spagna (Demasiados secretos para un hombre solo)
- in Francia (La folle mission du docteur Schaeffer)
- in Portogallo (O Analista do Presidente)
- in Grecia (O mystikosymvoulos tou kyriou Proedrou)
- in Italia (La folle impresa del dottor Schaefer)

## Critica
Secondo il Morandini il film è una "farsa satirica di fantapolitica con precisi agganci alla realtà degli anni '60, ma ancora attuale". Secondo Leonard Maltin il film è una "satira assolutamente folle che prende brillantemente di mira alcuni principi apparentemente intoccabili". Maltin segnala inoltre il finale che risulterebbe "una meraviglia".

## Promozione
La tagline è: "Only two people on earth want Sidney Schaefer alive. Sidney Schaefer. And the President of the United States.".